# Päwesin
Päwesin är en kommun och ort i östra Tyskland, belägen i Landkreis Potsdam-Mittelmark i förbundslandet Brandenburg, omkring 50 km väster om Berlin. Kommunen administreras som en del av kommunalförbundet Amt Beetzsee, vars säte ligger i kommunen Beetzsee.

## Geografi
Kommunen ligger i landskapet Havelland och delas i två delar av sjöarna Beetzsee och Riewendsee, som administrativt tillhör staden Brandenburg an der Havel. På den sydöstra stranden ligger byn och centralorten Päwesin och på den nordvästra sidan ligger byarna Bollmansruh, Riewend och Bagow.